# Cavalcade of Jazz
Gli eventi Cavalcade of Jazz erano grandi festival jazz all'aperto che si tenevano annualmente tra il 1945 e il 1958 a Wrigley Field, Los Angeles, California, U. S. Furono i primi eventi su larga scala e furono prodotti da un afroamericano, Leon Hefflin, Sr.

## Storia
Hefflin era un imprenditore che aveva iniziato a promuovere danze e concerti per i residenti neri di Los Angeles nel 1930. La prima Cavalcade of Jazz si tenne il 23 settembre 1945, con Count Basie, The Honey Drippers, Valaida Snow, Joe Turner, The Peters Sisters, Slim and Bam ed altri artisti. La partecipazione fu di circa 15.000 ascoltatori.
I festival successivi furono ampiamente promossi in tutta la città, con l'obiettivo di Hefflin di "cementare" le relazioni razziali. Il Los Angeles Sentinel riportò: "The Cavalcade of Jazz è una straordinaria vetrina di talento. È attesa con impazienza da innumerevoli frequentatori di intrattenimento di tutte le età, colori e credenze." Fu coinvolta una vasta gamma di musicisti, tra cui Lionel Hampton (in più occasioni), Louis Jordan e Josephine Baker. Gli eventi della Cavalcade of Jazz furono il trampolino di lancio per il successo di stelle come Toni Harper, Dinah Washington, Roy Milton, Frankie Laine ed altri. Hefflin ha anche ospitato concorsi di bellezza annuali durante gli eventi.

## L'ultimo concerto
L'ultimo concerto di Hefflin si tenne allo Shrine Auditorium il 3 agosto 1958, come parte della Central Ave Jazz Scene. Ha presentato oltre 125 artisti dal 1945 al 1958, tra cui Sam Cooke, Bo Rhambo and Band, Ray Charles, The Cookies, Ernie Freeman e la sua band, Little Willie John, The Clark Kids e Sammy Davis Jr.